# Leonhard Schmuttermair
Leonhard Schmuttermair (* 21. November 1922; † 6. Juli 1975) war ein deutscher Fußballspieler. Der Defensivspieler hat von 1945 bis 1957 für den TSV Schwaben Augsburg in der damals erstklassigen Fußball-Oberliga Süd 254 Ligaspiele absolviert und dabei neun Tore erzielt. Der zumeist als Außenläufer und Verteidiger im damalig gepflegten WM-System eingesetzte Spieler ist damit der vereinsinterne Oberliga-Rekordspieler der lila-weißen Schwaben-Elf. Nach dem Abstieg 1952 in die 2. Liga Süd gehörte der langjährige Leistungsträger auch dem Aufstiegs- und Meisterteam des Jahres 1954 an.

## Laufbahn
Der ehemalige Schüler- und Jugendspieler der Schwaben gehörte nach Ende des Zweiten Weltkrieges zu den Spielern, welche am fußballhistorischen Starttag, den 4. November 1945, den Ball in der Oberliga Süd zum Rollen brachten. Er trat mit dem TSV Schwaben in einem Heimspiel gegen die Stuttgarter Kickers an. An der Seite von Mitspielern wie Wilhelm Dziarstek, Georg Lechner, Ernst Lehner und Hans Urbanek agierte er beim 2:2-Remis als rechter Verteidiger. Nach der Hinrunde belegte die Schwaben-Elf hinter dem 1. FC Nürnberg mit 21:9 Punkten den 2. Platz; am Rundenende mussten sich die Lila-Weißen von Spielertrainer Lehner mit dem 5. Rang begnügen. Auch in den zwei Begegnungen gegen die SpVgg Fürth (2:1, 3:0) war Schmuttermair jeweils als rechter Verteidiger im Einsatz gewesen.
Werner Skrentny hält zu den Umständen des Ligastartes unter anderem fest: „Es erscheint aus heutiger Sicht als kleines Wunder, dass man die Runde über die Runden brachte in einer Zeit, die wesentlich existenziellere Sorgen als der Gewinn eines Fußballspiels beherrschten. Es gab lediglich zwei Spielausfälle, als die anreisenden Mannschaften mit defekten Fahrzeugen auf der Strecke blieben.“ Hans Deckert, den späteren DFB-Funktionär aus Schweinfurt wird dazu zitiert: „Das Bewußtsein, etwas Neues zu schaffen, gab allen den notwendigen Auftrieb. Zerstörte Bahnnetze, Benzinknappheit, streng rationierte Lebensmittelzuteilungen, teilzerstörte Hotels und Gasthöfe, Mangel an Sportkleidungen und Sportmaterial, Wiederaufbau bedürftiger Stadien und Sportplätze waren die Merkmale bei Beginn der ersten Meisterschaftsrunde 1945–1946. Dass all diese Hindernisse genommen wurden, dass fast alles reibungslos klappte, darüber muss man sich heute noch wundern.“
Im zweiten Jahr der Oberliga Süd, 1946/47, bildete Schmuttermair zumeist mit Alois Schuler das Verteidigerpaar vor dem herausragenden lettischen Nationaltorhüter Jānis Bebris. Der TSV Schwaben erreichte in der 20er-Staffel den 8. Rang und Lokalrivale BCA stieg als 17. in das Amateurlager ab. In der Hinrunde trennten sich die zwei Rivalen mit 1:1, im Rückrundenspiel holte sich die „Hettenbacher“ zwar mit einem 1:0 beide Punkte, zum Klassenerhalt reichte es aber nicht. Unter Trainer Hans Schmidt bestritt Schmuttermair 1947/48 alle 38 Verbandsspiele und Georg Lechner erzielte zum Erreichen des 11. Ranges 20 Tore. Im März 1948 hatten sich die Schwaben noch mit den zwei Berlinern Waldemar Hampel und Paul Lemm verstärken können. Unter „Bumbes“ Schmidt war Schmuttermair überwiegend als Außenläufer aufgeboten worden.
Obwohl der TSV Schwaben sich in den nächsten zwei Runden mit Kurt Helbig, Wilhelm Struzina und Georg Harlacher gut verstärken konnte, ging es kontinuierlich in der Tabelle nach unten. Der Abstieg ereilte die Lila-Weißen 1951/52, als der stets zuverlässige „Hartl“ Schmuttermair aus beruflichen und gesundheitlichen Gründen kein Spiel in der Oberliga bestreiten konnte. Als die Schwaben 1953/54 unter Trainer Hans Merkle die Meisterschaft in der 2. Liga Süd erringen konnten, führte dagegen der Routinier als Kapitän den Rückkehrer in die Oberliga Süd an. Mitspieler waren unter anderem die Mannschaftskollegen Franz Süßmann, Georg und Hans Kneitel, Georg Harlacher, Karl Frisch, Adolf Meßmer, Martin Müller, Anton Lang, Josef Nenning und Ernst Schmelzinger.
Reich konnte man in den 50er Jahren mit Fußball nicht werden. Laut der Monatsabrechnung der Schwaben-Oberligamannschaft vom November 1953 erhielt Schmuttermair damals monatlich 320,00 Mark. Davon gingen noch Steuer, Vorschusszahlungen und der Vereinsbetrag ab.
In den Jahren 1954 und 1956 gehörte er der Stadtauswahl von Augsburg an, welche Begegnungen gegen die Stadtauswahl München (3:1), Newcastle United (2:4) und Partizan Belgrad (3:2) bestritt. Unmittelbar nach dem Spiel gegen Newcastle (10. Mai 1956) traten die Schwaben eine USA-Reise an. Es war ein Abenteuer, das von der „Midwest Soccer Association“ gesponsert wurde. Der Flug führte von Stuttgart über Brüssel und Neufundland nach New York. Das Schwaben-Team führte sieben Spiele durch. Höhepunkt war der 1:0-Sieg gegen den FC Everton. Die weiteren Gegner waren: Baltimore All Stars, Kutis St. Louis Club, Wisconsin All Stars, Schwaben Chicago, Uhricks Philadelphia und Soccer Club Milwaukee. Dem Spielerkader gehörten Süßmann, Frisch, Lang, Nenning, Schießl, Rothmeier, Schmuttermair, Kneitel I, Kneitel II, Jungmann, Schmelzinger, Struzina, Piwon und Matanovic an.
In den ersten zwei Jahren nach Rückkehr absolvierte der Senior in der Oberliga Süd nochmals 53 Ligaspiele und erzielte zwei Tore und es glückte jeweils der Klassenerhalt. Als die Schwaben 1957 erneut der Abstieg ereilte, absolvierte der 34-Jährige am 21. April 1957 sein letztes Oberligaspiel. In einem Heimspiel trennte man sich vom VfR Mannheim mit 1:1. Mit Torhüter Süßmann, Rudolf Schießl, Karl Frisch, Georg Kneitel und Anton Lang hatte er als rechter Außenläufe die Defensivformation dabei gebildet. In den Heimspielen hatte man das akzeptable Resultat von 20:10 Punkten erreicht, in den Auswärtsspielen waren die Schwaben aber dagegen mit 2:28 Punkten völlig eingebrochen und hatten somit den Abstieg bewerkstelligt. Bester Torschütze war Georg Harlacher mit 12 Treffern und auch der Trainerwechsel von Waldemar Hampel zu Werner Juschok hatte nicht mehr die Wende herbei führen können.
Im Sommer 1957 beendete Leonhard Schmuttermair als vereinsinterner Oberligarekordspieler mit 254 Ligaeinsätzen und neun Toren seine Laufbahn als Vertragsspieler. Er war bei der Stadt Augsburg als Ingenieur angestellt.